# Deptiwka
Deptiwka (ukr. Дептівка) – wieś na Ukrainie, w obwodzie sumskim, w rejonie konotopskim, w hromadzie Popiwka. W 2001 liczyła 1167 mieszkańców.